# Punjai Thottakurichi
Punjai Thottakurichi là một thị xã panchayat của quận Kapur thuộc bang Tamil Nadu, Ấn Độ.

## Nhân khẩu
Theo điều tra dân số năm 2001 của Ấn Độ, Punjai Thottakurichi có dân số 9589 người. Phái nam chiếm 49% tổng số dân và phái nữ chiếm 51%. Punjai Thottakurichi có tỷ lệ 63% biết đọc biết viết, cao hơn tỷ lệ trung bình toàn quốc là 59,5%: tỷ lệ cho phái nam là 76%, và tỷ lệ cho phái nữ là 50%. Tại Punjai Thottakurichi, 9% dân số nhỏ hơn 6 tuổi.